# Hypochrysops barnardi
Hypochrysops barnardi är en fjärilsart som beskrevs av Waterhouse 1934. Hypochrysops barnardi ingår i släktet Hypochrysops och familjen juvelvingar. Inga underarter finns listade i Catalogue of Life.